# Marco Sullivan
Pour les articles homonymes, voir Sullivan.
Marco Sullivan, né le 27 avril 1980 à Truckee, Californie, est un skieur alpin américain spécialiste des épreuves de vitesse. Au cours de sa carrière, il a remporté une épreuve de Coupe du monde, une descente à Chamonix le 26 janvier 2008.

## Biographie
Membre du club de Squaw Valley, Marco Sullivan prend part à ses premières courses FIS en 1995 et fait ses débuts dans le circuit continental de la Coupe nord-américaine en 1998, compétition où il obtient son premier top dix l'hiver suivant en super G, puis son premier podium janvier 2000, en slalom géant à Hunter Mountain. Peu après, Sullivan remporte la médaille de bronze aux Championnats du monde junior au Québec sur le slalom. En 2001, plus tourné sur les courses de vitesse, il remporte quatre épreuves de la Coupe nord-américaine : deux à Lake Louise et deux à Whistler, ainsi que le classement général.
Le 7 décembre 2001, l'Américain fait ses débuts dans la Coupe du monde, à Val d'Isère, ne terminant pas le super G. Le lendemain, il se classe 27e de la descente et marque alors ses premiers points. Quelques semaines plus tard, il obtient son ticket pour les Jeux olympiques à Salt Lake City, dans son pays, terminant à une significative neuvième place à la descente. Il remporte ensuite le titre de champion des États-Unis du super G.
L'hiver suivant, il confirme ses dispositions de 2002 en terminant 14e à Lake Louise, puis sixième de la descente de Beaver Creek, son premier top dix en Coupe du monde. Sullivan est sélectionné pour les Championnats du monde à Saint-Moritz et y termine 17e du super G, ce qui restera son meilleur résultat dans les mondiaux.
Il retourne à la compétition en fin d'année 2005 et s'immisce dans le top vingt au mois de janvier 2006, dont avec une 14e place à Kitzbühel, insuffisant tout de même pour rejoindre l'équipe américaine aux Jeux olympiques de Turin. Ses résultats vont en augmentant lors de la saison 2006-2007, scorant notamment une quatrième place à Val Gardena en descente. Finalement, il atteint le podium un an plus tard pour sa première course de l'hiver, à la descente de Lake Louise, battu uniquement par le Canadien Jan Hudec de 24 centièmes. Après des résultats moins convaincants, il réalise la meilleure performance de sa carrière en décrochant son premier et seul succès dans la Coupe du monde à la descente de Chamonix, où il devance son dauphin Didier Cuche de 40 centièmes.
Lors de la saison 2008-2009, Sullivan atteint rapidement un bon niveau de forme, pour se placer dans le top cinq à Lake Louise, puis deux fois à Val Gardena, avant de concrétiser à Wengen, où il obtient le troisième temps à la descente et son troisième podium en Coupe du monde.
En 2009-2010, Sullivan ne peut faire mieux que onzième, résultat obtenu au super G de Kitzbühel, tandis qu'il est disqualifié sur la descente des Jeux olympiques de Vancouver, où il est 23e du super G aussi.
Le 24 novembre 2012, Sullivan, alors en manque de résultats, se montre de nouveau à son avantage à Lake Louise et retrouve le podium en terminant troisième de la descente ex-æquo avec Klaus Kröll et à deux centièmes du deuxième Max Franz.
Lors de la saison 2013-2014, Sullivan honore sa troisième sélection olympique à Sotchi, pour se classer 30e de la descente et ne pas finir le super G.
En fin d'année 2014, après deux ans sans top dix, il est cinquième de la descente à Lake Louise, puis sixième à Garmisch-Partenkirchen quelques semaines plus tard.
En mars 2015, pour finir la saison, il obtient son dernier résultat probant dans l'élite en se classant huitième de la descente de Méribel. Plus souvent au-delà du top trente en 2015-2016, il prend sa retraite sportive à l'issue de cet hiver.

## Palmarès

### Jeux olympiques
| Épreuve / Édition | Salt Lake City 2002 | Vancouver 2010 | Sotchi 2014 |
| Descente          | 9e                  | Disqualifié    | 30e         |
| Super-G           | Abandon             | 23e            | Abandon     |

### Championnats du monde
| Épreuve / Édition | Saint-Moritz 2003 | Åre 2007 | Val d'Isère 2009 | Schladming 2013 |
| Descente          | 24e               | 28e      | 25e              | Abandon         |
| Super G           | 17e               |          | Abandon          |                 |

### Coupe du monde
- Meilleur classement général : 28e en 2008.
- 4 podiums (tous en descente), dont 1 victoire.

#### Détail des victoires
| Édition / Épreuve | Descente |
| 2008              | Chamonix |

#### Classements détaillés
| Saison/Classement | Général | Descente | Super G | Combiné |
| Saison/Classement | Class.  | Class.   | Class.  | Class.  |
| ----------------- | ------- | -------- | ------- | ------- |
| 2002              | 144e    | 55e      | -       | -       |
| 2003              | 55e     | 20e      | 26e     | -       |
| 2006              | 86e     | 31e      | 39e     | -       |
| 2007              | 52e     | 24e      | -       | 42e     |
| 2008              | 28e     | 4e       | 30e     | -       |
| 2009              | 30e     | 15e      | 13e     | -       |
| 2010              | 65e     | 29e      | 25e     | -       |
| 2011              | 167e    | -        | 59e     | -       |
| 2012              | 93e     | 37e      | 45e     | -       |
| 2013              | 55e     | 14e      | -       | -       |
| 2014              | 72e     | 28e      | -       | -       |
| 2015              | 47e     | 19e      | 53e     | -       |
| 2016              | 104e    | 37e      | -       | -       |

### Championnats du monde junior
- Médaille de bronze du slalom en 2000.

### Coupe nord-américaine
- Gagnant du classement général en 2001.
- 7 podiums, dont 4 victoires.

### Coupe d'Europe
- 2 podiums.

### Championnats des États-Unis
- Champion du super G en 2002.
- Champion de la descente en 2007 et 2009.